# 13 Going on 30
13 Going on 30 (bra: De Repente 30; prt: De Repente, Já nos 30! ou De Repente Já nos 30!) é um filme de 2004 do gênero comédia romântica e fantasia, estrelado por Jennifer Garner.  É conhecido pelo nome Suddenly 30 na Austrália e 13 Love 30 no Japão. O filme recebeu críticas positivas dos críticos, com muitos elogios ao desempenho de Garner e seu ambiente nostálgico. Também foi elogiado por sua trama humorística e mensagem de auto-capacitação. O filme também foi um sucesso comercial, arrecadando US $22 milhões em sua primeira semana e arrecadando mais de US$ 96 milhões, tornando-se um dos títulos de aluguel de DVDs mais vendidos do ano. Além disso, a trilha sonora ficou entre os 50 melhores do quadro da Billboard 200 dos EUA. A atuação de Garner lhe rendeu indicações ao MTV Movie Awards e  Teen Choice Award.

## Elenco
| Intérprete              | Personagem                   |
| ----------------------- | ---------------------------- |
| Jennifer Garner         | Jenna Rink                   |
| Christa B. Allen        | Jenna Rink (1987)            |
| Mark Ruffalo            | Matt "Matty" Flamhaff        |
| Sean Marquette          | Matt Flamhaff (1987)         |
| Judy Greer              | Lucy "Tom-Tom" Wyman         |
| Alexandra Kyle          | Lucy "Tom-Tom" (1987)        |
| Andy Serkis             | Richard Kneeland             |
| Kathy Baker             | Beverly Rink                 |
| Phil Reeves             | Wayne Rink                   |
| Lynn Collins            | Wendy                        |
| Samuel Ball             | Alex Carlson                 |
| Susan Egan              | Tracy Hansen                 |
| Marcia DeBonis          | Arlene                       |
| Kiersten Warren-Acevedo | Trish Sackett                |
| Scout Taylor-Compton    | Tiffany                      |
| Jim Gaffigan            | Chris Grandy                 |
| Alex Black              | Chris (1987)                 |
| Ashley Benson           | uma das Seis Gatinhas (1987) |
| Brie Larson             | uma das Seis Gatinhas (1987) |
| Brittany Curran         | uma das Seis Gatinhas (1987) |
| Maz Jobrani             | Glenn                        |
| Renee Olstead           | Becky                        |
| Kayla Hickson           | Mindy                        |
| Nick Olig               | ele mesmo                    |
| Steven Strozza          | ele mesmo                    |

## Dublagem brasileira
- Jenna Rink:Priscila Amorim[6]
- Matt:Christiano Torreão[6]
- Lucy:Marisa Leal[6]
- Richard:Júlio Chaves[6]
- Bev Rink:Claudia Martins[6]
- Wayne Rink:Jorge Barcellos[6]

## Produção
Em outubro de 2002, o diretor norte-americano Gary Winick estava em negociações para dirigir o filme. Também foi anunciado que Susan Arnold e Donna Arkoff Roth estavam produzindo o projeto com a gerente dos roteiristas, Gina Matthews. Em 13 de maio de 2003, foi relatado que as filmagens do filme estavam em andamento em Los Angeles, pela Revolution Studios. O filme foi filmado em Los Angeles, Nova York e South Pasadena. Outras cenas de fundo foram gravadas em Los Angeles. A equipe mudou-se para Nova York, onde eles filmaram exteriores por 17 dias.
A fotografia principal ocorreu de maio a novembro de 2003. Escrito por Josh Goldsmith e Cathy Yuspa, o roteiro foi "polido" por Niels Mueller (que perdeu um crédito inicial por escrito em uma disputa subsequente arbitrada pelo Writers Guild of America).
A atriz americana Jennifer Garner foi escolhida para o papel principal do filme. Para filmar a produção, Garner gravou durante as férias da sua série de TV Alias. Gwyneth Paltrow, Hilary Swank e Renée Zellweger também foram consideradas para o papel de Jenna. Judy Greer foi escalada para interpretar Lucy, a melhor amiga/ininimga de Garner; Kathy Baker e Phil Reeves foram convidados para interpretem a mãe e o pai de Garner, respectivamente. Mais tarde, Andy Serkis foi selecionado para interpretar o chefe de Garner; enquanto Samuel Ball foi anunciado como o namorado de Garner. Christa B. Allen, que interpretou Jenna de 13 anos, mais tarde "reprisou" seu papel como uma versão mais jovem de Jennifer Garner, retratando a versão adolescente da personagem dela, Jenny Perotti, em Ghosts of Girlfriends Past. Em outubro de 2016, foi anunciado que o filme se tornaria um musical da Broadway no final de 2017.

## Trilha sonora
1. "Head Over Heels" – The Go-Go's
2. "Jessie's Girl" – Rick Springfield
3. "Burning Down The House" – Talking Heads
4. "Mad About You" – Belinda Carlisle
5. "I Wanna Dance With Somebody (Who Loves Me)" – Whitney Houston
6. "What I Like About You" – Lillix
7. "Ice Ice Baby" – Vanilla Ice
8. "Crazy for You" – Madonna
9. "Vienna" – Billy Joel
10. "Why Can't I?" – Liz Phair
11. "Tainted Love" – Soft Cell
12. "Love Is a Battlefield" – Pat Benatar
13. "Will I Ever Make It" - Pat Benatar
14. "Will I Ever Make It Home" – Ingram Hill

### Outras canções
1. "Burning Down the House" – Talking Heads
2. "Thriller" – Michael Jackson
3. "Everybody Have Fun Tonight" – Wang Chung
4. "Keep It Simple (Stupid)" – Daniel Lenz
5. "Good Day" – Luce
6. "Chick a Boom Boom Boom" – Mowo!

- As músicas "Breathe", de Michelle Branch, e "Iris", dos Goo Goo Dolls, apareceram nos trailers promocionais, mas não apareceram no filme e nem na trilha sonora.

### Instrumentais
1. "Prologue" (4:19)
2. "Jenna Dream House" (1:13)
3. "Transformation" (0:31)
4. "Wake Up" (2:03)
5. "Naked Guy" (0:36)
6. "Off to Work" (0:29)
7. "Poise" (0:43)
8. "Paper Throw" (0:28)
9. "Can I Go?" (1:05)
10. "Matt's Apt" (0:46)
11. "Fluffy Pillow" (0:49)
12. "Au Revoir" (0:44)
13. "Good Luck With Fractions" (0:35)
14. "Mean Messages" (0:25)
15. "Eavesdropping" (0:46)
16. "Yearbook Idea" (1:14)
17. "Elevator" (0:25)
18. "Swings" (01:49)
19. "Assemble the Proposal" (0:39)
20. "Hang in There" (0:38)
21. "Angry Lucy" (0:15)
22. "Presentation" (2:30)
23. "Sneaking" (0:59)
24. "Rain Montage" (1:08)
25. "Getting Married Tomorrow" (0:29)
26. "Sparkle Bus Overlay" (0:39)
27. "Dream House Revisited" (1:28)
28. "30 to 13" (0:38)
29. "Crazy for You Overlay" (1:09)

## Recepção
O público pesquisado pelo CinemaScore deu ao filme uma nota A−, em uma escala de A a F.  No consenso do agregador de críticas Rotten Tomatoes diz: "O enredo não é nada novo, mas Garner mostra um toque adorável para comédias românticas" Na pontuação onde a equipe do site categoriza as opiniões da grande mídia e da mídia independente apenas como positivas ou negativas, o filme tem um índice de aprovação de 65% calculado com base em 180 comentários dos críticos. Por comparação, com as mesmas opiniões sendo calculadas usando uma média aritmética ponderada, a nota alcançada é 6,2/10.
Em outro agregador, o Metacritic, que calcula as notas das opiniões usando somente uma média aritmética ponderada de determinados veículos de comunicação em maior parte da grande mídia, tem uma pontuação de 57/100, alcançada com base em 35 avaliações da imprensa anexadas no site, com a indicação de "revisões mistas ou neutras".
Roger Ebert disse que "Jennifer Garner é de fato sedutora, mas ela é a vítima de um tratamento sem charme em 13 Going on 30." Owen Gleiberman, da Entertainment Weekly, deu ao filme uma crítica muito positiva com um "A-", escrevendo que "é a rara comédia comercial que deixa você fascinado pelo que só pode acontecer nos filmes". Gleiberman também elogiou o desempenho de Jennifer Garner, escrevendo: "Ela corta todos os traços de consciência adulta, de ironia, flerte e manipulação, reduzindo-se a uma seriedade aguçada e de olhos arregalados que é totalmente sedutora".